# Hell Yeah !!! The Awesome Four - Live in Montreal
Hell Yeah !!! The Awesome Foursome  (sottotitolato "And the Finnish keyboarder who didn't want to wear his Donald Duck costume: Live in Montreal") è il terzo live album della power metal band tedesca Gamma Ray, uscito nel 2008; il primo con la "formazione storica" durata ben 15 anni.

## Tracce
Disco 1
1. "Welcome" - 1:08
2. "Gardens of the Sinner" - 5:27
3. "New World Order" - 5:54
4. "Man On A Mission" - 5:22
5. "Fight"" - 3:27
6. "Blood Religion" - 7:27
7. "Heavy Metal Universe" - 10:27
8. "Dream Healer" - 8:15
9. "The Heart Of The Unicorn" - 4:48
10. "Fairytale" - 1:59
11. "The Silence" - 7:08

Disco 2
1. "Beyond The Black Hole" - 5:34
2. "Valley Of The Kings" - 4:06
3. "Somewhere Out In Space" - 9:06
4. "Land Of The Free" - 4:04
5. "Rebellion In Dreamland" - 8:53
6. "I Want Out" - 4:47
7. "Send Me A Sign" - 6:31

Bonus Tracks (registrate a Barcellona)
1. "Into The Storm" - 3:21
2. "Empress" - 5:48
3. "From The Ashes" - 5:43
4. "Real World" - 5:47

## Il video
Hell Yeah!!!The Awesome Foursome viene pubblicato in DVD nel 2008, parallelamente all'uscita dell'omonima versione CD; il primo disco contiene le riprese  tratte dal concerto di Montreal,  in Canada, tenutosi il 6 maggio 2006,  mentre nel secondo disco sono presenti numerosi inserti speciali, tra cui: documentari, Videoclip, riprese live dal Wacken Open Air 2003/2006 e ancora backstage del decennio precedente.

## Tracce
Disco 1
1. "Welcome" - 1:08
2. "Gardens of the Sinner" - 5:27
3. "New World Order" - 5:54
4. "Man On A Mission" - 5:22
5. "Fight"" - 3:27
6. "Blood Religion" - 7:27
7. "Heavy Metal Universe" - 10:27
8. "Dream Healer" - 8:15
9. "The Heart Of The Unicorn" - 4:48
10. "Fairytale" - 1:59
11. "The Silence" - 7:08
12. "Beyond The Black Hole" - 5:34
13. "Valley Of The Kings" - 4:06
14. "Somewhere Out In Space" - 9:06
15. "Land Of The Free" - 4:04
16. "Rebellion In Dreamland" - 8:53
17. "I Want Out" - 4:47
18. "Send Me A Sign" - 6:31

Disco 2
1. “Road Movie (Documentario tratto dal “Majestic Tour” 2006)”
2. "Video Clips”
3. “Live Wacken Open Air 2003/2006”
4. "Historay (Backstage)"

Disco 3 "Bonus per l'edizione Europea"
1. “Live in Barcellona 2008”

## Formazione
- Kai Hansen - voce solista, chitarra
- Henjo Richter - chitarra
- Dirk Schlächter - basso
- Daniel Zimmermann - batteria
- Eero Kaukomies - tastiere (Disco 1 e 2)
- Alessio Gori - tastiera (Disco 3)